# Тихвинская епархия
Ти́хвинская епа́рхия — епархия Русской Православной Церкви в границах Бокситогорского, Волховского, Киришского, Кировского, Лодейнопольского, Подпорожского, Тихвинского районов Ленинградской области. Входит в состав Санкт-Петербургской митрополии.

## История
Тихвинская кафедра была учреждена как викариатство Новгородской епархии в 1907 году. Резиденцией епископов Тихвинских до 1921 года служил Хутынский монастырь под Новгородом. Пресеклась в 1920-х годах, но была возрождена через 40 лет, уже как викариатство Ленинградской епархии.
12 марта 2013 года решением Священного синода Русской православной церкви была образована Тихвинская епархия, с выделением её территории из состава Санкт-Петербургской и включением епархии в состав новообразованной Санкт-Петербургской митрополии.
В 2019 году два монастыря Тихвинской епархии (Никольский Староладожский (мужской) и Успенский Староладожский (женский)) перешли в управление Санкт-Петербургской митрополии.

## Епископы
Тихвинское викариатство Новгородской епархии
- Феодосий (Феодосиев) (3 сентября 1907 — 15 февраля 1908)
- Андроник (Никольский) (14 марта 1908 — 8 марта 1913)
- Алексий (Симанский) (28 апреля 1913 — 21 февраля 1921)
- Антоний (Демянский) (11 ноября 1923 — ? ок. 1926)

Тихвинское викариатство Санкт-Петербургской (до 1991 года — Ленинградской) епархии
- Филарет (Вахромеев) (24 октября 1965 — 14 мая 1966)
- Михаил (Мудьюгин) (6 ноября 1966 — 30 июля 1968)
- Герман (Тимофеев) (6 декабря 1968 — 25 июня 1970)
- Мелитон (Соловьёв) (26 июля 1970 — 4 ноября 1986)
- Прокл (Хазов) (18 октября 1987 — 13 сентября 1989)
- Симон (Гетя) (3 октября 1993 — 27 декабря 1995)
- Константин (Горянов) (17 июля 1996 — 6 октября 2008)

Тихвинская епархия
- Мстислав (Дячина) (с 12 марта 2013)

## Благочиния
В епархии образовано монастырское и семь территориальных церковных округов:
| Список благочиний           | Список благочиний              | Список благочиний                                    | Список благочиний     |
| Название                    | Благочинный                    | Главный храм                                         | Территория            |
| --------------------------- | ------------------------------ | ---------------------------------------------------- | --------------------- |
| Бокситогорское благочиние   | протоиерей Дмитрий Веселов     |                                                      | Бокситогорский район  |
| Волховское благочиние       | протоиерей Виталий Фонькин     |                                                      | Волховский район      |
| Киришское благочиние        | протоиерей Николай Муравлёв    | Свято-Троицкий храм в Киришах                        | Киришский район       |
| Лодейнопольское благочиние  | игумен Антоний (Гутник)        | Петропавловский храм в Лодейном Поле                 | Лодейнопольский район |
| Подпорожское благочиние     | игумен Антоний (Гутник)        | Благовещенский храм в Подпорожье                     | Подпорожский район    |
| Тихвинское благочиние       | протоиерей Александр Ваховский | Спасо-Преображенский собор в Тихвине                 | Тихвинский район      |
| Шлиссельбургское благочиние | протоиерей Богдан Голод        | Церковь Усекновения главы Иоанна Предтечи в Кировске | Кировский район       |
| Монастырское благочиние     | иеромонах Онуфрий (Ларин)      |                                                      |                       |

## Монастыри

#### Бокситогорский район
- Антониево-Дымский монастырь мужской; посёлок Красный Броневик
- Подворье Тихвинского Богородичного Успенского мужского монастыря в городе Пикалёво

#### Волховский район
- Зеленецкий-Троицкий монастырь мужской; посёлок Зеленец
- Киприано-Стороженский Никольский мужской скит; деревня Сторожно

#### Лодейнопольский район
- Александро-Свирский монастырь мужской; посёлок Свирское
- Введено-Оятский монастырь (женский)
- подворье Александро-Свирского монастыря в посёлке Свирьстрой
- подворье Покрово-Тервенического женского монастыря в посёлке Свирском
- Покрово-Тервенический монастырь женский; деревня Тервеничи
- скит с храмом в честь образа Божией Матери «Неупиваемая Чаша» в деревне Пирозеро
- скит с храмом святителя Николая Чудотворца в деревне Яровщине

#### Подпорожский район
- подворье Александро-Свирского монастыря в деревне Родионово

#### Тихвинский район
- Тихвинский Богородичный Успенский монастырь (мужской; Тихвин)
- Тихвинский Введенский монастырь (женский; Тихвин)

### Недействующие

#### Бокситогорский район
- Пятницкая Лепруйская пустынь (нежилая местность на берегу реки Лепрудки)

#### Волховский район
- Васильевский мужской монастырь (Большое Чернавино)
- Георгиевский Застенный монастырь (село Старая Ладога)
- Николаевский Гостиннопольский монастырь (деревня Волхов)
- Николо-Медведский монастырь
- Сароцкая Пустынь (нежилая местность на берегу рек Сарки и Суксы)
- Симеоновский Староладожский монастырь
- Христорождественский Горицкий монастырь (Старая Ладога)

#### Кировский район
- Николаевский Ляликин монастырь в крепости «Орешек»

#### Лодейнопольский район
- Ильинско-Свирский Великорецкий монастырь (деревня Горка)
- Николаевский Верхнеоятский монастырь (деревня Горка)
- Рождественский женский монастырь (нежилая местность Чимкиницы на берегу Свири напротив деревни Харевщины)

#### Подпорожский район
- Вознесенский Свирский мужской монастырь (посёлок Вознесенье)
- Паданский Введенский монастырь (Корнилиева пустынь)
- Яблонская пустынь (Мятусово)

#### Тихвинский район
- Николаевская-Новая-Маврина-Боровинская мужская пустынь (деревня Боровинка)
- Николо-Беседный монастырь
- Троицкая Ругуйская Новая мужская пустынь (деревня Ругуй)